# DAMチャンネル
『DAM CHANNEL』（ダムチャンネル）は、第一興商が運営する通信カラオケ「DAM」の音楽番組で、曲間（カラオケが演奏されない時に再生される画面）を利用して情報コンテンツを配信する。

## 概要
「DAM」のブロードバンド接続対応化に伴って2004年（平成16年）8月2日から配信開始。それまでコマーシャル、ミュージック・ビデオ、アーティストへのインタビュー、映画情報などが雑然と表示されていたものを、テレビ番組風に編集して見やすい構成にしたものである。2025年（令和7年）7月現在、全国約12万台以上の端末へ配信されている。カラオケの合間に繰り返し配信される特徴を持ち、第一興商のニュースリリースに拠ればエンターテイメント業界からパワープレイ効果の強いメディアとして注目されているとされる。かつては第一興商が運営していた専門チャンネル「第一興商スターカラオケ」、およびMTVジャパンがGYAO!にて配信する番組コンテンツ「MTV SATELLITE」でも視聴することが可能であった。
2017年（平成29年）7月には演歌版の『DAM CHANNEL演歌』（ダムチャンネル えんか）が配信スタート。初代MCは川野夏美が務めた。

## 番組内容
（2025年7月現在）
- ゲストコーナー[4]

MCとゲストアーティストによる月替わりのトークコーナー
- DAM NEWS[4]

映画などのエンタメ情報コーナー

## 歴代司会者

### DAM CHANNEL
- 初代 - 菊川怜（2004年8月 - 2005年1月）[1]
- 2代目 - ベッキー（2005年2月 - 2005年9月）
- 3代目 - 平山あや（2005年10月 - 2006年3月）
- 4代目 - マリエ（2006年4月 - 2007年3月）
- 5代目 - 関根麻里（2007年4月 - 2008年3月）
- 6代目 - スザンヌ（2008年4月 - 2009年3月）[5][6]
- 7代目 - 加藤夏希（2009年4月 - 2010年3月）[7]
- 8代目 - 南明奈（2010年4月 - 2011年3月）[8]
- 9代目 - 中川翔子（2011年4月 - 2012年3月）[9]
- 10代目 - きゃりーぱみゅぱみゅ（2012年4月 - 2013年9月）[10][11]
- 月替わりMC（2013年10月 - 2014年3月）[12][13][14][15][16][17]
  - Ami（E-girls）（2013年10月）[12]
  - V.I （BIGBANG）（2013年11月）[13]
  - つるの剛士（2013年12月）[14]
  - 道重さゆみ（2014年1月）[15]
  - NESMITH（EXILE/THE SECOND from EXILE）（2014年2月）[16]
  - May J.（2014年3月）[17]
- 11代目 - 橋本環奈（2014年4月 - 2014年12月）[18]
- SKE48期間限定月替わりMC（2015年1月 - 3月）[19]
  - 北川綾巴/宮前杏実（2015年1月）[19]
  - 柴田阿弥/木本花音（2015年2月）[19]
  - 松井玲奈/古畑奈和（2015年3月）[19]
- 12代目 - マギー（2015年4月 - 2016年3月）[20]
- 13代目 - 高橋みなみ（2016年4月 - 2017年3月）[21]
- 14代目 - Dream Ami（2017年4月 - 2018年3月）[22]
- 15代目 - 小島梨里杏（2018年4月 - 2019年3月）[23]
- 16代目 - 伊原六花（2019年4月 - 2020年3月）[24]
- 17代目 - 白石聖（2020年4月 - 2021年3月）
- 18代目 - 貴島明日香（2021年4月 - 2023年3月）[25]
- 19代目 - 山之内すず（2023年4月 - 2024年3月）
- 20代目 - 森香澄（2024年4月 - 2025年3月）[26][27]
- 21代目 - ゆうちゃみ（2025年4月 - ）[28]

### DAM CHANNEL演歌
- 初代 - 川野夏美（2017年7月 - ）[29]
- 2代目 - 岩佐美咲（2018年10月 - ）[30]
- 3代目 - 瀬口侑希（2019年10月 - ）[31]
- 4代目 - 中澤卓也（2020年10月 - ）[32]
- 5代目 - 城之内早苗（2021年10月 - ）[33]
- 6代目 - 津吹みゆ（2022年10月 - ）[34]
- 7代目 - 三山ひろし（2023年10月 -2024年9月 ）[35]